# Kenia-coalitie

Vlag van Kenia

Met een Kenia-coalitie bedoelt men het samengaan in een coalitie van drie politieke partijen, die als kleuren zwart, rood en groen hebben. In de praktijk komt dit veelal neer op een verbond tussen een christendemocratische, socialistische en een groene partij. De kleuren van de partijen wijzen naar de vlag van Kenia. Overigens is de term vooral in de Bondsrepubliek Duitsland bekend, maar ook de naam Zwart-rood-groen wordt gebruikt voor de coalitie, minder gebruikelijk is Afghanistancoalitie. 

## Duitsland
In Duitsland slaat de term op een verbond tussen CDU, SPD en Bündnis 90/Die Grünen. 

### Deelstaten
Na de Duitse hereniging in 1990 kwam Die Linke in het politieke stelsel erbij en in de 21ste eeuw werd de politieke versnippering vergroot door de komst van de AfD. Een Kenia-coalitie kwam voor die tijd bijna nooit in beeld, aangezien CDU en SPD vaak al een meerderheid konden vormen zonder de Groenen erbij. 
Door de politieke versnippering werd in 2016 voor het eerst een dergelijke coalitie gevormd in Saksen-Anhalt. Er kon alleen een tweepartijencoalitie worden gevormd als CDU met Die Linke of met de AfD een kabinet zou vormen, maar deze twee werden door de christendemocraten uitgesloten. De SPD had zwaar verloren (–10,9%-punt) en daarom kon alleen een coalitie worden gemaakt als ook de Groenen toe zouden treden. Na de regeringstermijn in 2021 ging men niet verder met deze coalitie.
De enige andere deelstaten die geregeerd werden door een Kenia-coalitie zijn Brandenburg en Saksen, beide tussen 2019 en 2024.
| Termijn   | Deelstaat     | Minister-president       | Zetelverdeling                 | Meerderheid     |
| --------- | ------------- | ------------------------ | ------------------------------ | --------------- |
| 2016–2021 | Saksen-Anhalt | Reiner Haseloff (CDU)    | CDU (30), SPD (11), Grüne (5)  | 46 / 87 zetels  |
| 2019–2024 | Brandenburg   | Dietmar Woidke (SPD)     | SPD (25), CDU (15), Grüne (10) | 50 / 88 zetels  |
| 2019–2024 | Saksen        | Michael Kretschmer (CDU) | CDU (45), Grüne (12), SPD (10) | 67 / 119 zetels |

## België
In België wordt weleens de naam Olijfboomcoalitie gebruikt. De Regering-Demotte II was een coalitie tussen socialisten, christendemocraten en groenen. Het verschil in België zit hem in de kleuren van de partijen. Daar zijn de christendemocratische partijen CD&V en CdH echter niet zwart, maar oranje. 